# Amalie Rudolph
Agnes Ida Amalie Rudolph, geb. Stahl (* 23. März 1876 in Berlin; Sterbedatum unbekannt) war eine deutsche Politikerin (SPD).

## Leben und Wirken
Amalie Rudolph wurde als Tochter des Bildhauers Friedrich Albert „Franz“ Stahl und seiner Frau Helene Agnes Mathilde Röhrbrück in der Grimmstraße 9 in Kreuzberg geboren. Rudolph besuchte die Stäckelsche höhere Töchterschule in Berlin. Anschließend wurde sie in einem Fröbelkursus zur Erzieherin ausgebildet. Als solche arbeitete sie zwei Jahre und wurde dann Korrespondentin einer Bank.
Am 27. Dezember 1899 heiratete sie in Berlin den Redakteur und späteren SPD-Politiker Albert Rudolph. Mit ihm bekam sie zwei Söhne.
Rudolph wurde selbst Mitglied der SPD und zog mit ihrem Mann nach Jena, wo sie als Hausfrau arbeitete. Amalie und Albert wurden am 9. März 1919 in den Landtag von Sachsen-Weimar-Eisenach gewählt. Mit der Gründung des Landes Thüringen am 1. Mai 1920 hörte der Freistaat Sachsen-Weimar-Eisenach formal auf, als souveräner Bundesstaat zu bestehen. Im ersten Landtag des Landes Thüringen, der am 20. Juni 1920 gewählt wurde, hatte Rudolph kein Mandat.
Der Landtag von Sachsen-Weimar-Eisenach hatte 46 Mitglieder, neben Rudolph waren dort Helene Glaue (DDP) und die spätere Reichstagsabgeordnete Maria Schott (DNVP) als einzige Frauen vertreten.